# Сизарс-пэлас
«Сизарс-пэлас» (англ. Caesars Palace, в переводе — «Дворец Цезарей») — развлекательный комплекс в Лас-Вегасе (США). Здание оформлено в стиле Древнего Рима. Имея 3960 номеров, занимает 10-ю строчку в списке крупнейших гостиниц мира.

## Общая информация

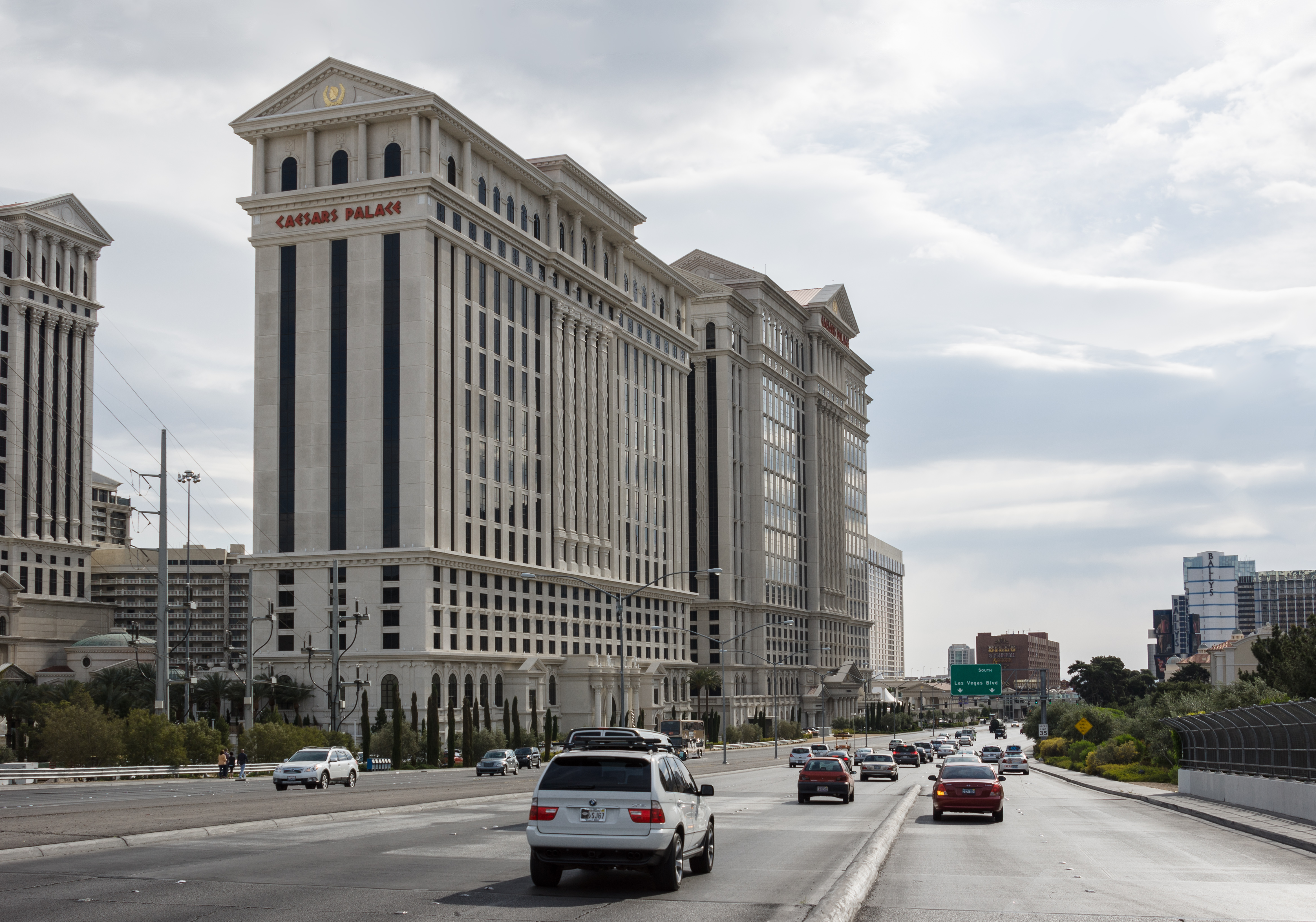
Вид на Caesars Palace с Фламинго-роад

Комплекс открылся в 1966 году. В первые десятилетия существования он привлекал посетителей как выступлениями звёзд эстрады (таких, как Фрэнк Синатра, Энди Уильямс, Бетт Мидлер), так и своими зрелищными мероприятиями. Так, спустя год после открытия отеля американский трюкач Ивел Книвел совершил свой прыжок на мотоцикле через фонтан комплекса, однако из-за неудачного приземления получил многочисленные травмы. В 1980 году также здесь состоялся знаменитый бой Мохаммеда Али с Ларри Холмсом. Кроме того, под эгидой отеля дважды проходил Гран-при Сизарс-пэласа по автогонкам в классе «Формула-1».
В 2003 году специально для выступлений Селин Дион в сопровождении акробатов Cirque du Soleil был построен Колизей — стилизованный в древнеримском духе театр на 4300 мест. Впоследствии к Селин Дион присоединился Элтон Джон, и с тех пор они чередуют свои выступления в Колизее.
Caesars Palace может предложить своим постояльцам 3960 гостиничных номеров, размещённых в шести башнях: Август (англ. Augustus), Центурион (англ. Centurion), Форум (англ. Forum), Дворец (англ. Palace), Римлянин (англ. Roman) и Октавиан (англ. Octavius).

## Комплекс в кинематографе
Здания и внутренние помещения комплекса можно увидеть в ряде фильмов и телесериалов:
- Нижний Этаж
- Ангелы ада на колёсах 1967
- Электрический всадник 1979
- Всемирная история, часть первая 1981
- Рокки 3 1982
- Человек дождя 1988
- Страх и ненависть в Лас-Вегасе 1998
- Друзья (телесериал) 1999
- Час пик 2 2001
- Одиннадцать друзей Оушена 2001
- Невыносимая жестокость 2003
- Девушки мечты 2006
- Мальчишник в Вегасе 2009
- 2012 2009
- Лас-Вегас (телесериал) 2003—2007
- Мальчишник: Часть III 2013
- Агенты «Щ.И.Т.» 2013—2014, серия 15 «Безотказные»
- Шаг вперёд: Всё или ничего 2014